# Ruta Provincial 65 (Buenos Aires)
La Ruta Provincial 65  es una carretera argentina pavimentada de 425 km, ubicada en la provincia de Buenos Aires, desde la Localidad de Teodelina, en el Límite con la Provincia de Santa Fe, Hasta la Rotonda donde se une con las Ruta Nacional 33 y la Ruta Provincial 85, en el ingreso a Guaminí.

## Localidades
- Partido de General Arenales: Acceso a Arribeños, General Arenales
- Partido de Junín: Fortín Tiburcio, acceso a Agustina, Junín
- Partido de General Viamonte: Baigorrita, Zavalía, Los Toldos
- Partido de Nueve de Julio: Nueve de Julio
- Partido de Bolívar: San Carlos de Bolívar, acceso a Pirovano
- Partido de Daireaux: Daireaux, acceso a La Larga
- Partido de Guaminí: Laguna Alsina, Guaminí
- Partido de Adolfo Alsina: Carhué